# Psichotoe rubridorsata
Psichotoe rubridorsata là một loài bướm đêm thuộc phân họ Arctiinae, họ Erebidae.